# Sagua la Grande (ort i Kuba)
Sagua la Grande är en ort i Kuba.   Den ligger i provinsen Provincia de Villa Clara, i den centrala delen av landet, 240 km öster om huvudstaden Havanna. Sagua la Grande ligger 13 meter över havet och antalet invånare är 62 073.
Terrängen runt Sagua la Grande är platt. Runt Sagua la Grande är det ganska tätbefolkat, med 67 invånare per kvadratkilometer. Sagua la Grande är det största samhället i trakten. Trakten runt Sagua la Grande består till största delen av jordbruksmark.